# Espigão (Açores)
O Espigão é uma elevação portuguesa localizada no concelho de Santa Cruz das Flores, ilha das Flores, arquipélago dos Açores.
Este acidente geológico tem o seu ponto mais elevado a 312 metros de altitude acima do nível do mar. Encontra-se próximo da localidade da Caveira quase em frente à Ponta de Fernão Jorge, estebelecendo as suas encostas uma fronteira para a Fajã do Conde.